# Marcelo Marchi
Marcelo Marchi é um roteirista brasileiro. É um dos responsáveis pelos roteiros da série brasileira Marias, elas não vão com as outras, do Sony Channel. Escreveu também o roteiro da história em quadrinhos Bilhetes, ilustrada por diversos desenhistas. Por seu trabalho nesta HQ, ganhou o Prêmio Angelo Agostini na categoria "melhor roteirista" em 2018.